# Львівський андеграунд
Львівський мистецький андеграунд — літературно-мистецьке покоління 1970-х років, яке творило модерне обличчя Львова. Найяскравішими представниками стали Грицько Чубай, Олег Лишега, Віктор Морозов, Микола Рябчук, Влодко Кауфман і Юрій Кох.

## Український літературно-мистецький андеграунд
За довгі роки була обірвана лінія українського модернізму, який внаслідок численних репресій «завмирає» у своїй незавершеності, а офіційна культура 40-50-х не дозволяє цю лінію продовжити. Можливість її підхопити настане значно пізніше, коли ідейний тиск й диктат зменшаться.
У середині 1950-х років на світову «літературну сцену» впевнено виходять українські поети-модерністи з Нью-Йорка, котрі мають змогу творити новаторську поезію на еміґрації у США й робити це українською мовою. До групи входили поети Богдан Рубчак, Богдан Бойчук і Юрій Тарнавський, письменниці Емма Андієвська і Віра Вовк. Період творчості ньюйорківців припадає на один час з діяльністю «біт-покоління», але все ж вони стоять на різних ідеологічних позиціях.
Варто виділяти декілька чинників формування Нью-Йоркської групи. По-перше, при чудовій можливості писати англійською і при потенційно більшому визнанні у такому разі, члени групи усвідомлено залишаються на позиціях україномовності. При цьому вони надають українській мові досить неповторного й своєрідного звучання, повертаючи її призабутий галицький варіант. Так, для прикладу, постає вже відома «Еспанія» Юрія Тарнавського. По-друге, ньюйорківці творять у дусі модернізму і стають самодостатніми у цьому плані. Вони піднімають рівень української поезії й загалом усієї української літератури на значно інший рівень, таким чином впливаючи на самоусвідомлення багатьох українських поетів наступних генерацій. Поезія ньюйорківців часом скидається на досконалий переклад українською всесвітньо відомих європейських модерністів. По-третє, учасники групи, звісно, повністю не відходять від традицій у своїй творчості, але не бачать сенсу в продовженні культивування традиційних тем й образів (т. зв. «шароварних»). Час і контекст починають вимагати нової естетики та її сприйняття, і стосується це не тільки архітектури чи живопису, а й літератури у тому числі. Українська тематика нерідко присутня у віршах поетів, проте набуває характерного концептуального вигляду (порівняння України з метафорою у Тарнавського).
Потрібно відкинути хибну думку, що українське мистецтво визначається лише материком і звернути увагу на ціле покоління поетів-еміґрантів, котрі на вівтар власного життя поклали творення модерної української літератури. Митці Нью-Йоркської групи за тисячі кілометрів від власної землі зберегли власне ту справжню Україну, яка географічно погрузла у гніті радянського існування.

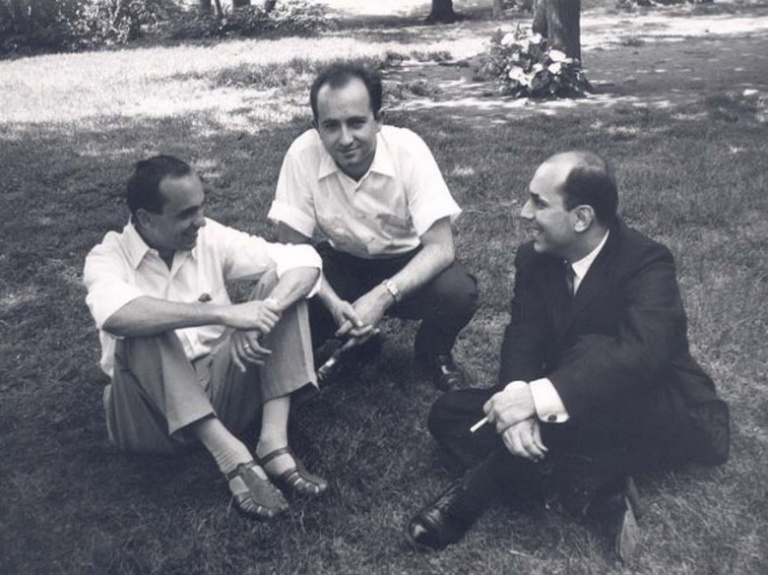
Богдан Бойчук, Юрій Тарнавський, Богдан Рубчак

У 1960-х роках в українській літературі виникає яскраве явище «шістдесятництва» (Л. Костенко, М. Вінграновський, І. Драч, Д. Павличко, В. Шевчук). До них належали митці, які виступали за оновлення літератури, проте, за винятком деяких постатей, продовжували дотримуватися народної естетики у власній творчості. Покоління практично декларує продовження обірваних традицій у письменстві й революційність до художньої системи української радянської літератури, але все одно продовжує існувати у рамках загальних принципів та естетики «соцреалізму».
У їхнє культурне життя у кінці 60-х поспішними кроками «вривається» покоління «сімдесятників». У різних містах УРСР утворюються кола митців, що творять напівлегально і ніде, окрім один одному, власних творінь показати не можуть. Цей період умовно окреслюють «літературним андеґраундом». До нього належать дві найяскравіші групи — «Київська школа поетів» (М. Воробйов, В. Голобородько, М. Григорів, В. Кордун) і «Львівське мистецьке коло» (Г. Чубай, О. Лишега, М. Рябчук).
На думку критика Володимира Моренця, поети «витісненого покоління», на відміну від шістдесятників, не вдосконалюють соцреалізм, а творять нову поетику. Їхня творчість «прямо кореспондує з домінантами європейської поетичної традиції типу Аполлінера, Еліота, Сен-Жон Перса, Пшибося, Незвала, Неруди». 

## Львівське мистецьке коло
Львівському мистецькому андеграунду цілком можна відвести окреме місце в контексті української літератури. Той для загального кола людей залишається явищем досить втаємниченим.
У 1970-х у Львові виникає коло митців, що гуртується навколо поета Грицька Чубая. Вони навіть видають власний журнал «Скриня», який проте виходить лише одним номером; тому митців, які «крутилися» біля Чубая, часто називають «колом Скрині». Це трагічне покоління молодих особистостей, які творили без надії бути почутими, тобто наперед розуміючи марність власних творінь.
Як пише дослідник Марко Андрейчик, «вони зазвичай збиралися на кухні або в підвалі Чубая з пляшкою дешевого вина чи глінтвейну, в будь-який час доби, щоб почитати, обговорити почуте й обмінятися забороненою літературою, а також прослухати нового вірша, пісню чи показати щойно написану картину». З середовища, яке сформував Грицько Чубай, вийшли досить відомі сьогодні особистості — улюблений поет молоді Олег Лишега, перекладач всіх частин «Гаррі Поттера» Віктор Морозов, прозаїк і голова українського ПЕН-клубу Микола Рябчук, художники Влодко Кауфман і Юрій Кох.
Група Грицька Чубая орієнтується на модерні зразки у мистецтві й намагається вести європейський спосіб життя. Однак тут варто підмітити, що на відміну від «шістдесятників» й «поетів-дисидентів», це лише культурний протест, адже львівські митці залишаються аполітичними особистостями й тільки деколи дозволяють собі зводити кпини на радянських партдіячів. «Совок» викликає у них незгоду радше на підсвідомо-чуттєвому рівні. Однак покарання за цей т. зв. «спротив» виявляються надто жорсткими — вигнання з університетів, непрестижні роботи, переслідування спецслужбами, і як наслідок постійне перебування у гнітючій атмосфері. Тому у представників цього середовища настільки простежується гостре відчуття усього трагізму людського буття у тоталітарній державі, що виливається потім в екзистенційні елементи в поезії.
Так, 1971-м роком датується збірка львівського поета-постшістдесятника Ігоря Калинця «Підсумовуючи мовчання». Це цілком можна пов'язати з політичною ситуацією. Однак, як стверджує О. Загороднюк, "варто також звернути увагу, що мовчання постає не лише як вимушеність. Варто говорити про те, що розвивається своєрідна поетика тиші. Це було фактично виокремлення власної художньої концепції «тихої лірики», основними елементами якої стають субкоди тиші та мовчання. На думку дослідниці, поезія другої половини ХХ ст. повертається до власної мистецької сутності, що передбачає первинність естетичних критеріїв, згідно з якими «слово починається з тиші, з її розгортання, визрівання і прориву в буттєвий простір». Сімдесятники (їх частина) у власній творчості орієнтуються на естетичний герметизм, духовну внутрішню автономію, самодостатність і самозаглиблення. Ця інтроверність відображає усвідомлення того, що твоїх слів не зрозуміють, а це фактично готовність мовчати. Тому у творчості поетів починають зароджуватися певні трансцендентні мотиви, у яких панівне місце посідає компонент «тиші» як невід'ємна частина світу поета. Поет Ігор Калинець свідомо мовчить від початку 80-х і це варто розуміти як відчуття відповідальності. Він вважає усі теми промовленими й не бажає завдати їм деструкції. У Грицька Чубая мовчання проявляється по-іншому, зумовлене воно іншими чинниками й існує в іншому контексті.

## Альманах «Скриня»

### Історія
У 1971 р. Грицько Чубай стає ініціатором видання літературно-мистецького альманаху «Скриня». Ця небуденна подія фактично затверджує новий тип самвидавної преси, а саме «мистецький самвидав», тому Чубаєве видання значною мірою відрізняється від «Українського вісника» чи «Євшан-зілля», що були здебільшого політично орієнтовані й мали поширення переважно у вузькому колі української діаспори.
Особливість «Скрині» зумовлена не впливом на широкі суспільні маси (була надрукована машинописним способом у кількох примірниках і прочитати її мало нагоду дуже вузьке коло людей) й не радикальністю виявлених у ній політичних ідей. Навпаки, часопис є програмово-аполітичний.  На сторінках «Скрині» автори зовсім не торкаються гострих політичних кутів, а зображують лише події з українського і світового мистецтв. Як вказує проф. М. Ільницький, «від інших позанцезурних часописів „Скриня“ вирізняється орієнтацією на чистий естетизм». Також це мистецьке видання суттєво доповнює картину літературного життя у радянському Львові, висвітлюючи ті його аспекти, які перебувають на узбіччі.
Письменник Михайло Осадчий називає «Скриню» «альманахом» через появу лише одного номера. Обсягом і колом авторів вона, ясна річ, не може рівнятися до тогочасних позацензурних видань, але є унікальною пам'яткою і естетично стоїть вище від політичного самвидаву. Зміст журналу цілком відповідає програмовим засадам Чубаєвого середовища як літературно-мистецького явища сімдесятництва, орієнтованого на пошук національної моделі європейського модернізму з його екзистенційним підґрунтям. На 31-й сторінці машинописного тексту вміщені поезії Олега Лишеги («Віч-на-віч»), Романа Кіся («Хлопчик», «Бойківська зима»), Віктора Морозова («Коли сенс виллється з існування…»), Катерини Морозів («На пелюстці зеленого берета…»), Грицька Чубая («Марія»), цикл мініатюр Василя Гайдучка, новела Миколи Рябчука («Неси свій німб»); враження О. Лишеги від малярських робіт Ореста Яворського і фрагмент п'єси Тадеуша Ружевича «Кумедний старигань» у перекладі та із критичною статтею Чубая. У «Скрині» також присутній «Квестіонар» (питальник) Романа Кіся, що стає маніфестом середовища. Це фактично анкета, яка «застерігає від підкоряння та однаковості і, в першу чергу, переймається екзистенційними проблемами і роллю мистецтва в суспільстві».
Оформлення журналу здійснював Володимир Онищенко, авторство якого не було зазначене.

### Наслідки видання
Попри позірну аполітичність «Скрині», уникнути переслідування від каральних органів учасникам Чубаєвого товариства не вдається: альманах потрапляє до рук КДБ (за однією з версій, один з примірників знайшли під час обшуку в домі В'ячеслава Чорновола). Часопис був потрактований як «занепадницький» і «ворожий». Слідчі, за словами М. Рябчука, "натхненно розкручували безглузду справу, віднаходячи в текстах — за підказкою платних «експертів» — «елементи містики» (у моєму кафкіанському оповіданні, наприклад, ожив покійник), і навіть «порнографії» (як приклад наводилися рядки Грицька Чубая з сюрреалістичної поеми «Марія»: «Бачу тіло її оголоне в полоні освітлених звуків»).
Арешт Грицька Чубая у 1972 році, в час, коли по Україні прокотилася хвиля арештів, мав для нього фатальні наслідки. Три дні слідчого ізолятора геть зламали поета, а свідчення на суді проти Ігоря Калинця «добили». Це спричинило довге п' ятирічне мовчання Чубая і останній вистріл поемою «Говорити, мовчати і говорити знову» у 1975 р. Невідомо, які засоби впливу застосовували до нього, а Грицько був людиною тонкої вдачі й не міг витримати подібного тиску. Саме через участь у «Скрині» Віктор Морозов та Олег Лишега були виключені з англійської філології Львівського університету. Формулювання причини видається сьогодні доволі смішним — «негідне звання студента Львівського державного університету» — що тоді було досить серйозною плямою на репутації.
Усе ж залишився сам журнал як оригінальний документ українського самвидаву. Оригінальний він естетичною позицією, що виражала настрої цілого покоління мистецької молоді, яке не приймало догм соцреалізму і творило герметичне мистецтво.

## Основні представники
Грицько Чубай
Олег Лишега
Віктор Морозов
Микола Рябчук
Юрій Винничук
Роман Кісь
Юрко Кох
Влодко Кауфман
Володимир Яворський